# Frank Synott

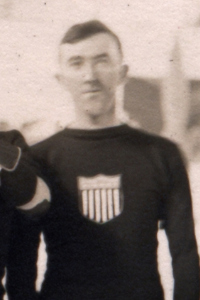
Frank Synott (1920)

Francis Allen „Frank“ Synott (* 28. Januar 1889 in Chatham, New Brunswick, Kanada; † 12. Oktober 1945 in Boston, Massachusetts) war ein US-amerikanischer Eishockeyspieler.
Bei den Olympischen Sommerspielen 1920 in Antwerpen gewann er mit der US-amerikanischen Nationalmannschaft, die sich aus Spielern der St. Paul A.C., Pittsburgh AA und Boston AA zusammensetzte, die Silbermedaille im olympischen Eishockeyturnier. Gleiches gelang ihm bei den Olympischen Winterspielen 1924 in Chamonix.

## Erfolge und Auszeichnungen
- 1920 Silbermedaille bei den Olympischen Sommerspielen
- 1924 Silbermedaille bei den Olympischen Winterspielen